# Geraldo Martins
Geraldo Martins ist ein Politiker aus Guinea-Bissau. Er war 2014 Minister für Wirtschaft und Finanzen in der Regierung von Premierminister Domingos Simões Pereira. Von 8. August bis zum 20. Dezember 2023 war er der Premierminister von Guinea-Bissau.

## Bildung
Geraldo Martins erwarb einen Abschluss in Rechtswissenschaften. Er erwarb einen Masterabschluss in Public Policy and Management an der Universität von London.

## Posten in der Regierung
- Minister für nationale Bildung, Wissenschaft und Technologie
- Minister für Wirtschaft und Finanzen